# Irene Colomar Costa
Pour les articles homonymes, voir Costa.
Irene Colomar Costa est une karatéka espagnole née le 18 avril 1986 à Ibiza. Elle a remporté une médaille de bronze en kumite moins de 68 kg aux championnats d'Europe de karaté 2009 à Zagreb, aux Jeux méditerranéens de 2009 à Pescara et aux championnats du monde de karaté 2010 à Belgrade puis la médaille d'argent dans la même catégorie aux championnats d'Europe de karaté 2011 à Zurich. Elle a également remporté une médaille de bronze aux championnats d'Europe de karaté 2015 à Istanbul en kumite moins de 61 kg.